# Prim sexy
Primele sexy sunt numere prime care diferă între ele prin 6. De exemplu, numerele 5 și 11 sunt ambele numere prime sexy, deoarece ambele sunt numere prime și diferența 11 − 5 = 6.
Denumirea provine de la cuvântul latin „sex”, în română „șase”: .

## Exemple
(5,11), (7,13), (11,17), (13,19), (17,23), (23,29), (31,37), (37,43), (41,47), (47,53), (53,59), (61,67), (67,73), (73,79), (83,89), (97,103), (101,107), (103,109), (107,113), (131,137), (151,157), (157,163), (167,173), (173,179), (191,197), (193,199), (223,229), (227,233), (233,239), (251,257), (257,263), (263,269), (271,277), (277,283), (307,313), (311,317), (331,337), (347,353), (353,359), (367,373), (373,379), (383,389), (433,439), (443,449), (457,463), (461,467).

## Triplete de prime
Tripletele de prime de forma [p, p + 6, p + 12], unde p + 18 nu este prim, se numesc triplete de prime sexy.
Primele 4 triplete de numere prime sexy (A046118 - A046120 în OEIS) sunt
(7, 13, 19), (17, 23, 29), (31, 37, 43), (47, 53, 59).

## Cvadruplete de prime
Cvadrupletele de numrtr prime de forma [p, p + 6, p + 12, p + 18] se numesc  cvadruplete de prime sexy. 
Primele 4 cvadruplete de prime sexy (A023271, A046122 - A046124 în 
OEIS) sunt
(11, 17, 23, 29), (41, 47, 53, 59), (61, 67, 73, 79), (251, 257, 263, 269).

## Constelații de două prime
Constelațiile de două prime de forma [p, p + 2], [p, p + 4], [p, p + 6] sunt perechile de prime cunoscute sub denumirea de prime gemene, prime verișoare, respectiv prime sexy.